# Rosina Cazali
Rosina Cazali (Guatemala, 1960) es una crítica de arte y curadora independiente de Guatemala.

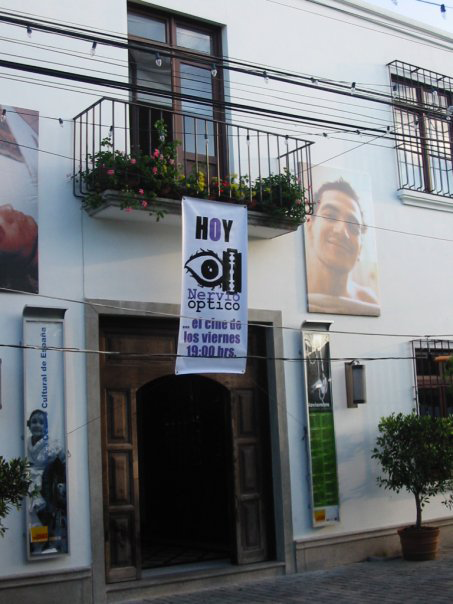
CCE en Cuatro Grados Norte.

## Biografía
Realizó cambios en la Universidad de San Carlos en Guatemala. Ha participado en la producción de proyectos como La Curandería (2000), y es cofundadora de Colloquia, un espacio dedicado al arte contemporáneo en Guatemala, y del Festival Octubre Azul. Fue directora del Centro Cultural de España en Guatemala entre el 2003 y el 2007, y se ha desempeñado como ponente y curadora en diversos eventos y exposiciones en Latinoamérica, Estados Unidos y España. 
Trabaja como columnista para «El Periódico» de Guatemala y es parte del equipo de curadores de la XIX Bienal de Arte Paiz, junto con Cecilia Fajardo-Hill, Anabella Acevedo y Pablo José Ramírez. En 2010 Cazali ganó la beca otorgada por la John Simon Guggenheim Memorial Foundation para investigar la producción artística en Guatemala. En el 2017, junto con Anabella Acevedo, también obtuvo la beca de Investigación de la Fundación Júmex, y en 2014 fue reconocida con el Premio Príncipe Claus por su trabajo como curadora y escritora.